# Aaptosyax grypus
Aaptosyax grypus е вид лъчеперка от семейство Шаранови (Cyprinidae), единствен представител на род Aaptosyax. Видът е критично застрашен от изчезване.